# SA-3
SA-3  foi o terceiro voo do Saturno I para o Programa Apollo e o segundo voo para o Projeto Highwater da NASA. Lançado do Cabo Canaveral em 16 de novembro de 1962, o voo teve duração de 4 minutos.
Como no SA-1 e SA-2 a missão do SA-3 também era  testar as estruturas do foguete e motor, mas desta vez o primeiro estágio estava completo de propulsor para que os coordenadores pudessem observar a queima do combustível extra no foguete em uma aceleração mais lenta. Houve também mudanças no sistema de verificação de dados, importante para a automação de lançamentos posteriores. Para o Projeto Highwater o voo levou uma carga de 109.000 litros de água e a 167 km de altura uma carga explosiva detonou o foguete, criando uma nuvem artificial. Apesar de todas as etapas da missão terem sido realizadas com êxito, uma fraca telemetria tornou os resultados questionáveis para o Projeto Highwater.